# Dallara Stradale
- 6-ступінчаста автоматична
- 6-ступінчаста механічна

Dallara Stradale (укр. Даллара Страдале) — це спортивний автомобіль виробництва італійської компанії Dallara. Stradale - це перший дорожній автотомобіль, що випускається компанією. Основна діяльність компанії - розробка шасі для інших автовиробників, а також розробка та будівництво гоночних автомобілів. Stradale - є бездверною баркеттою в своїй базовій формі, але вона може бути конвертована в берлінетту, родстер або тарґу після встановлення змінних деталей.

## Опис

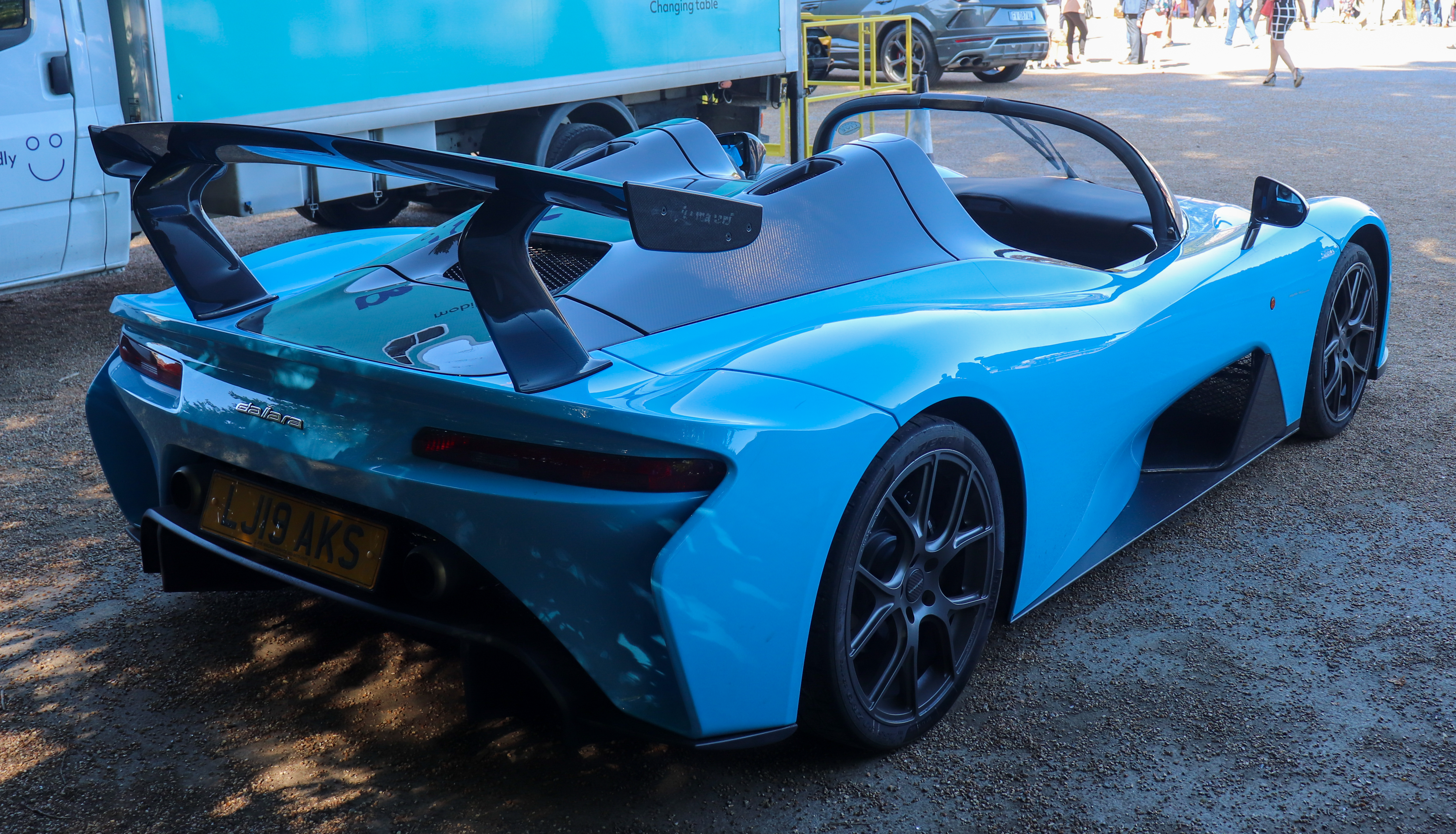
Dallara Stradale 2.3

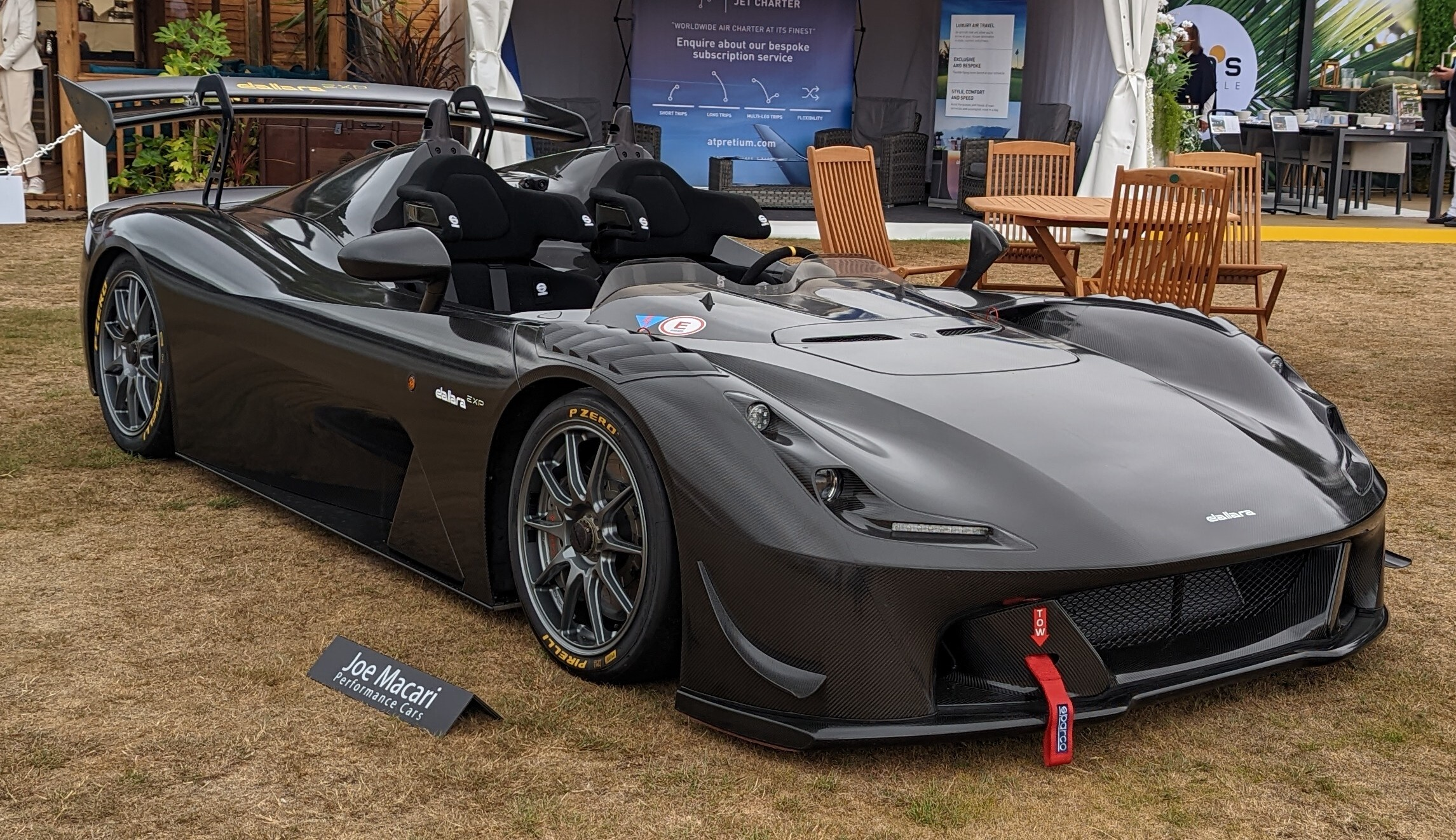
Dallara Stradale EXP

Засновник компанії Джан Паоло Даллара захотів створити автомобіль з його власним ім’ям після того, як попрацював з різними виробниками та побачив їхні проекти, починаючи від розробки болідів Формули 1 і Формули 3 до Indycars і дизайну шасі спортивних автомобілів, найвідомішими з яких є Ferrari, Lamborghini, McLaren або Alfa Romeo. Розробка такого автомобіля шість разів переривалася, кошти, отримані від завершення проектів для інших компаній, вкладалися в розвиток інших проектів. Згодом, накопичивши достатньо коштів для розробки дорожнього автомобіля, розробкою поставлений генеральний директор компанії Андреа Понтремолі.

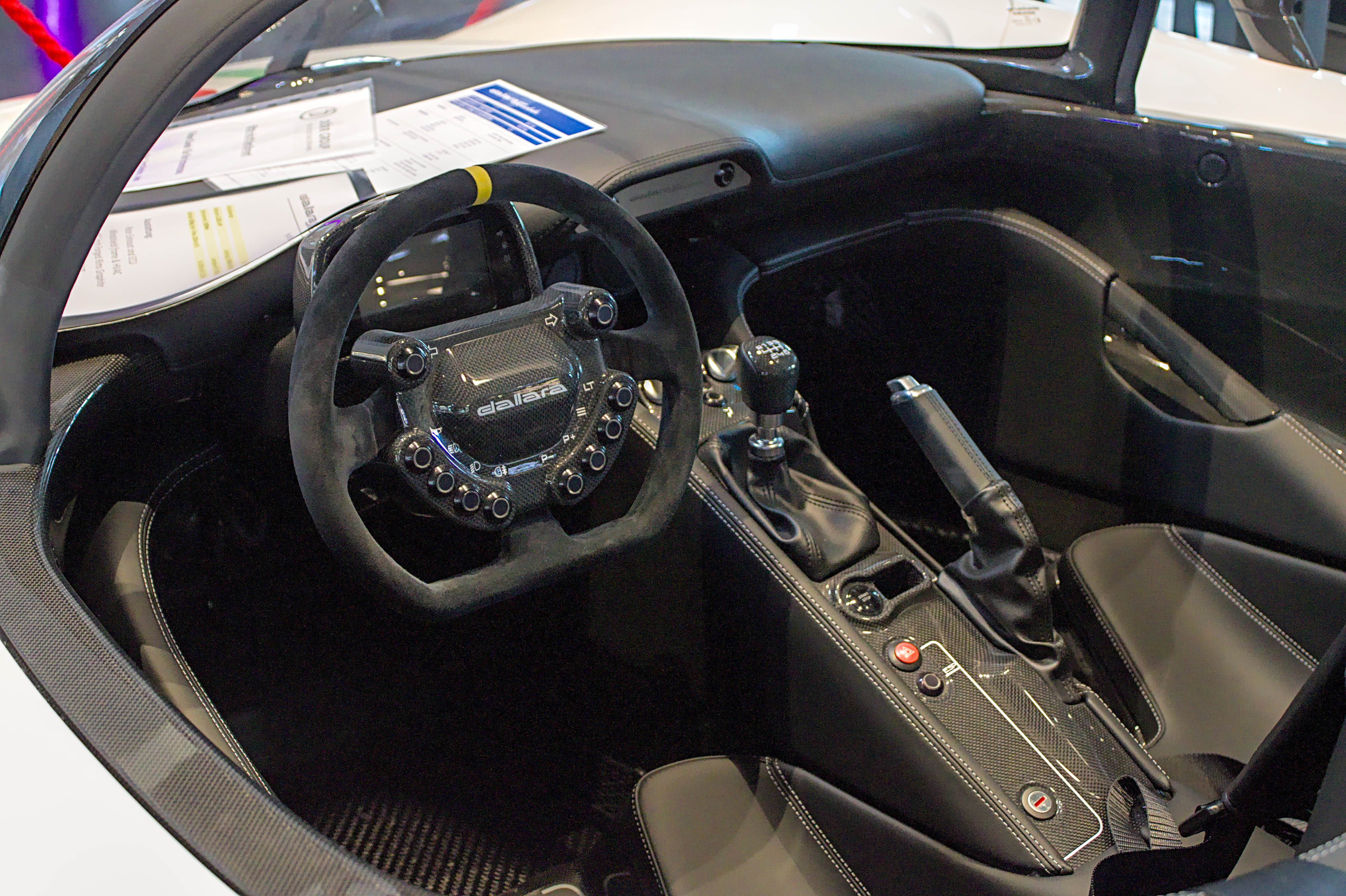

Розробка розпочалася в 2015 році з контракту на проектні роботи з Granstudio, невеликою італійською консалтинговою фірмою з дизайну, розташованою в Турині. Кінцеві макети були проведені багатогодинні випробування в аеродинамічній трубі, щоб переконатися, що автомобіль був аеродинамічно удосконалений. Роботи з шасі взялись колишнім автогонщиком Лорісом Бікоккі.
Dallara був натхненний філософією Коліна Чепмена щодо легких мінімалістичних спортивних автомобілів, і кінцевий продукт, Stradale, втілив ці принципи. Маючи суху вагу 855 кг (1885 фунтів), Stradale має продуктивність, порівнянну з високопродуктивними спортивними автомобілями, при цьому орієнтована на водія.
Автомобіль був розроблений у тісній співпраці з Bosch.
Перший автомобіль був доставлений самому Далларі з нагоди його 81-річчя в штаб-квартирі компанії у Варано-де-Мелегарі, Італія, у 2017 році.
Компанія планує побудувати не більше 600 одиниць Stradale за п’ять років, щороку пропонуючи обмежену кількість одиниць. Вартість кожного автомобіля становить 191 000 євро (236 000 доларів США) без сплати податків.

## Двигуни
- 2.3 l turbo Ford EcoBoost I4 400 к.с. 500 Нм
- 2.3 l turbo Ford EcoBoost I4 500 к.с. 700 Нм (Stradale EXP)